# Digital hardcore
A digital hardcore/Gitár gabba egy olyan típusa az elektropunk zenéknek, mely ötvözi a keményebb elektronikus zenei stílusok elemeit a kőkemény hardcore punk elemeivel.
A stílus az 1990-es évek elején fejlődött ki Németországban.

## Jellemzői
A digital hardcore zenére jellemző a gyors tempó, a hardcore punk zene gyorsaságát kombinálják össze torzabb és keményebb elektronikus hangzásokkal, mint pl.: hardcore techno/gabba, industrial noise és breakcore.
Az elektromos gitár használatát megtartják, és azt samplerekkel, szintetizátorokkal és dobgépekkel együtt használják.
A vokálok a hardcore punkra is jellemző agresszív, dühös ordítozásból állnak.
A szövegek lázítóak, erősen politikai jellegűek, leginkább baloldali típusú politikai eszmékkel vagy anarchista ideálokkal foglalkoznak. De az anarchizmus mögé bármilyen politikai nézet betehető probléma megoldásaként.

## Története
A stílust az Atari Teenage Riot nevű zenekar teremtette meg 1992-ben Németországban/Berlinben.
A zenekar frontembere, Alec Empire nevezte el zenéjük hangzását digital hardcore-nak, és 1994-ben megalapította saját kiadóját is Digital Hardcore Recordings néven.
Egyre több német zenekar írt hasonló hangzású zenéket, a stílus népszerűsége underground szinten nőtt a digital hardcore fesztiválok által, amiket több német városban tartanak.
Az 1990-es évek közepe-vége fele sok új kiadó alakult, amelyek hasonló stílusban adtak ki zenéket.
Ma már több Németországon kívüli előadó is van mint pl.: Japánból a The Mad Capsule Markets, Kanadából Schizoid és Washingtonból Rabbit Junk, kiknek zenéit erősen befolyásolta a korai német scene és tovább fejlesztették a digital hardcore hangzását, hogy a 21. századnak megfelelő legyen.
Vannak olyan művészek is, akik azzal kísérleteztek, hogy a hardcore punk elemek helyett egyéb rock vagy metal stílusok hatásaival ötvözzék az elektronikus zenei elemeket, ilyen pl: Acid Enema, vagy alternatív nevén Sangre, aki a black metalt ötvözte az extrém elektronikus zenék elemeivel(ezt a hangzást azóta elnevezték Blackened Speedcore-nak, mert főként a speedcore-ból ismert torzított dobokkal megszólaltatott ultra gyors tempókat ötvözte az atmoszférikusabb Black Metallal.)
Az ilyen előadók már nem illenek bele a digital hardcore stílusba, mivel hiányoznak a hardcore punk elemek, amik nélkül nem nevezhetőek digital hardcore-nak, persze vannak kivételek is, akik alapból a digital hardcore elemekhez adtak hozzá további elemeket.(pl: Schizoid a Digital Hardcore Punk-osságát megőrizve ad a zenéjéhez Black Metal, Metalcore és más extrém Metal hatásokat, így megalkotva egy műfajilag behatárolhatatlan őrült stílus kavalkádot, ami egyaránt kedvez a sötét, agresszívebb elektronikus zenék rajongóinak és az extrém metal arcoknak is.)

## Kiemelkedő digital hardcore előadók
- Alec Empire
- Ambassador 21
- Atari Teenage Riot
- Cobra Killer
- DHC Meinhof
- EC8OR
- Fidel Villeneuve
- Gigglin' Dildas
- Lolita Storm
- Motormark
- Punkadelik
- Rabbit Junk
- The Mad Capsule Markets
- The Shizit
- Schizoid
- Tuareg Geeks